# Piz Picuogl
Der Piz Picuogl ist ein 3332 m ü. M. hoher Berg im Kanton Graubünden in der Schweiz.

## Lage
Der Piz Picuogl gehört wie die umliegenden Gipfel zu den Albula-Alpen. Im Norden wird der Gipfel vom Piz Calderas, dem höchsten Gipfel der näheren Umgebung, dem Piz d’Err und dem Piz Jenatsch benachbart, während sich im Westen die geringfügig niedrigere Tschima da Flix nur durch eine kaum ausgeprägte Einsattelung vom Piz Picuogl absetzt. Von Südwesten bis Osten schliessen sich mit Piz d’Agnel, Piz Surgonda, Piz Traunter Ovas, Corn Suvretta, Piz Suvretta und Piz Bever weitere Dreitausender an. Nach Nordosten fällt das Terrain langsam ins Val Bever ab. Anders als einige seiner Nachbarn liegt der Piz Picuogl nicht auf der Wasserscheide zwischen dem Oberhalbstein und dem Val Bever, sondern leicht östlich davon. Unmittelbar nördlich befindet sich der Vadret da Calderas auf einer Höhe von ungefähr 3250 bis 2800 m. ü. M, im Süden der deutlich kleinere Vadret d'Agnel. Der Piz Picuogl liegt vollständig auf dem Gebiet der Gemeinde Bever.

## Alpinismus
Der Piz Picuogl kann im Sommer von Westen von der Alp Flix wie von Osten von der Jenatschhütte, die Luftlinie nur wenig mehr als einen Kilometer entfernt ist, ohne Gletscherbegehung über die Fuorcla da Flix und die Tschima da Flix erreicht werden. Allerdings ist der Grat zwischen Piz Picuogl und Tschima da Flix teilweise ausgesetzt und wird mit einer Schwierigkeit von T5 nach der SAC-Wanderskala (anspruchsvolles Alpinwandern) bzw. L nach der Hochtourenskala bewertet. Die Schlüsselstelle liegt im II. Grad nach UIAA. Dadurch wird der Berg weniger oft besucht als seine einfacheren Nachbarn Tschima da Flix oder Piz Agnel.